# 安哥拉内战
安哥拉內戰（葡萄牙語：Guerra Civil Angolana），從1975年持續至2002年結束為止，長達27年。1975年葡屬安哥拉獨立，同年爆發內戰。安哥拉內戰被認為是冷戰的一部分，同時亦是共產主義的安哥拉人民解放运动（安人运）和反共的争取安哥拉彻底独立全国联盟（安盟）兩個前反殖民游擊運動之間的一場權力鬥爭。這場戰爭被蘇聯、古巴、南非和美國等敵對國家用作冷戰的代理人战争。
儘管安哥拉人民解放運動和安盟的共同目標是結束殖民統治，但它們在安哥拉社會有著不同的淵源，而且領導人互不相容。在獨立戰爭期間，第三次運動是安哥拉民族解放陣線（安解阵），它曾與安盟結盟，但在南北戰爭中幾乎沒有任何作用。此外，分離主義組織争取卡宾达飞地解放阵线為卡賓達省脫離安哥拉的獨立而戰。
這場長達27年的戰爭大致分為三個主要時期──1975年至1991年、1992年至1994年，以及1998年至2002年。到2002年安人运獲勝時，已有80萬人死亡、400萬人因流離失所移民或成為難民。戰爭摧毀了安哥拉的基礎設施，並嚴重破壞了公共行政、經濟和宗教機構。
安哥拉內戰的爆發是由於安哥拉內部暴力的動盪以及外國軍事和政治參與的異常程度所致。這場戰爭被廣泛認為是冷戰代理衝突，因為蘇聯和美國及其各自的盟友為對立的派系提供了援助。衝突與鄰國剛果民主共和國的第二次剛果戰爭和南非邊境戰爭緊密地交織在一起。

## 主要交戰方概況
安哥拉的三個叛亂運動起源於1950年代的反殖民運動。安人运主要是羅安達及其周邊地區的城市運動。它主要由安本杜人組成。相比之下，安解阵和安盟的另外兩個主要的反殖民運動是農村組織。安解阵主要由來自安哥拉北部的巴刚果人組成。安盟是安解阵的分支機構，主要由來自中部高地的奥文本杜人組成。

### 安人运
自1950年代成立以來，安人运的主要社會基礎一直是安本杜人民和羅安達、本格拉和萬博等城市的多種族知識分子。在1962–1974年的反殖民鬥爭中，安人运是得到了幾個非洲國家和蘇聯的支持。古巴成為安人运最強大的盟友，向安哥拉派遣了大量的作戰和支援人員。這種支持以及東部集團其他幾個國家的支持，例如東德在南北戰爭期間得以維持。南斯拉夫為安人运提供了財政軍事支持，包括1977年的1400萬美元，以及該國的南斯拉夫安全人員和在貝爾格勒的安哥拉人的外交培訓。美國駐南斯拉夫大使談到南斯拉夫與安人运的關係，並說：“鐵托顯然享有他作為游擊解放鬥爭的族長的作用。”內戰期間，解放軍內閣領導人阿戈斯蒂尼奧·內图於1977年宣布南斯拉夫的援助是堅定而堅定的，並形容援助是非凡的。根據1978年11月的特別公報，葡萄牙軍隊是參加安哥拉中部和南部進攻的20,000名安人运士兵之一。

### 安解阵
安解阵與安人运平行，最初致力於捍衛巴刚果人民的利益，並支持恢復歷史悠久的剛果帝國。但是在扎伊爾蒙博托·塞塞·塞科政府與葡萄牙的鬥爭中，它迅速發展為民族主義運動。在1960年代初，安解阵也得到了中華人民共和國的支持，但是當安盟在1960年代中期成立時，中國將支持轉移到了這一新運動上，因為安解阵幾乎沒有表現出真正的活動。在運動反對葡萄牙的戰爭中，葡萄牙是美國的北約盟友，所以美國拒絕給予安解阵支持。但是，內戰期間安解阵確實獲得了美國的援助。

### 安盟
安盟的主要社會基礎是安哥拉中部的奥文本杜人，約佔該國人口的三分之一，但該組織也紮根於安哥拉東部少數幾個民族中。聯盟成立於1966年，當時喬納斯·薩文比曾是安解阵的傑出領導人。在反殖民戰爭中，安盟得到了中華人民共和國的一些支持。內戰爆發後，美國決定支持安盟，並在隨後的幾十年中大大增加了對安盟的援助。然而，在後期安盟的主要盟友是南非的種族隔離政權。

## 衝突的根源
像大多數非洲國家一樣，安哥拉通過殖民干預成為一個國家。以安哥拉為例，它的殖民地──葡萄牙以一種或另一種方式在該領土上存在並活躍了四個多世紀。

### 種族分裂

安哥拉主要民族地圖，約1970年

該領土的原始人口是分散的科伊桑族。這些人被來自北部和東部的班圖人大量湧入，吸收或推向南部，在那裡仍然存在殘餘群體。
班圖人的湧入始於公元前500年左右，有些人繼續向領土內遷移，直至20世紀。他們建立了許多主要的政治部門，其中最重要的是金剛帝國，其中心位於今天的安哥拉西北部，向北延伸到現今的剛果民主共和國的西部，剛果共和國的南部和西部，甚至加蓬的最南端。
具有重要歷史意義的還有位於安本杜地區的刚果帝國南部的恩东戈和曼塔姆巴王國。此外，今天剛果（金）東南部的隆達帝國（Lunda Empire）佔領了今天東北安哥拉的一部分。在該領土的南部和當今納米比亞的北部，存在著寬山王國以及中部高地上的小領土。所有這些政治單位反映了班圖族人口之間種族分裂的緩慢發展，並有助於鞏固這些分裂並促進新的獨特社會身份的出現。

### 葡萄牙殖民主義
15世紀末，葡萄牙定居者與剛果帝國進行了接觸，在其領土上保持了持續存在，此後享有相當大的文化和宗教影響力。1575年，葡萄牙在剛果帝國以南的沿海地區（安布都人居住的地區）建立了一個定居點和堡壘，稱為羅安達聖保羅。另一個要塞，本格拉（Benguela），建立在更南端的沿海地區，該地區是奥温本杜（Ovimbundu）族祖先居住的地區。
這些葡萄牙定居努力都沒有為佔領領土而發起。的確，雙方都逐漸佔領並在最初的橋頭堡周圍佔領了廣闊的地區（在羅安達的情況下，主要是沿著寬扎河下游）。但是，它們的主要功能是貿易-絕大多數是奴隸貿易。奴隸是從非洲中間人那裡購買的，並賣給了巴西和加勒比海地區。此外，本格拉開發了象牙，蠟和蜂蜜的貿易，他們是從奥文本杜大篷車那裡購買的，商隊從現在的安哥拉東部的甘格拉人民中獲取了這些商品。
儘管如此，在殖民時期的大部分時間裡，葡萄牙人在安哥拉海岸的存在仍然有限。真正的殖民定居程度很小，除了極少數例外，葡萄牙人沒有通過商業手段干涉土著人民的社會和政治動態。沒有真正的領土劃界；從所有意圖和目的來看，安哥拉還不存在。
在19世紀，葡萄牙人開始了一項更為嚴肅的進軍大陸內部的計劃。但是，他們的意圖是減少領土佔領，更多地建立事實上的霸主地位，這使他們能夠建立商業網絡以及一些定居點。在這種情況下，他們還沿著海岸向南移動，並建立了莫薩梅德斯的“第三橋頭堡”。在這種擴張過程中，他們與幾個非洲政治部門發生了衝突。
在19世紀的最後幾十年中，在歐洲列強“爭奪非洲”期間，尤其是在1884年柏林會議之後，領土佔領才成為葡萄牙關注的中心問題。組織了許多軍事遠征，作為獲得大致相當於當今安哥拉領土的領土的前提。但是，直到1906年，該領土僅被有效佔領了大約6％，軍事行動不得不繼續進行。到1920年代中期，最終確定了疆域的界限，最後一次“主要抵抗”在1940年代初被平息了。因此，從現在開始，將安哥拉稱為已定義的領土實體是合理的。

葡萄牙殖民戰爭（1961–74年）時在非洲的葡萄牙殖民地

### 建立獨立性和不斷加劇的緊張局勢

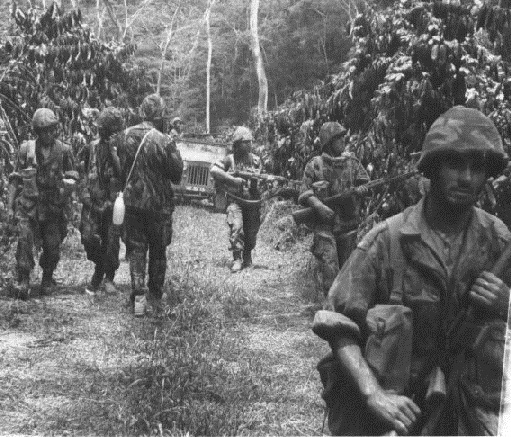
1960年代初期，在安哥拉叢林中行動的葡萄牙陸軍士兵

1961年，設在鄰國的安解阵和安人运在幾條戰線上發起了反對葡萄牙統治的游擊運動。包括安哥拉獨立戰爭在內的葡萄牙殖民戰爭一直持續到1974年葡萄牙政權通過里斯本的左翼軍事政變推翻為止。當了解獨立的時間表時，大約500,000名葡萄牙安哥拉人大多數在該截止日期之前或之後的幾週內逃離了領土。葡萄牙留下了一個新獨立的國家，該國的人口主要由安邦杜，奧維孟杜和巴孔戈人組成。居住在安哥拉的葡萄牙人占公共行政，農業和工業領域技術工人的大多數；他們逃離國家後，國民經濟開始陷入蕭條。
南非政府起初參與了對抗中國在安哥拉的存在的努力，因為擔心這會把衝突升級到冷戰的當地戰場。 1975年，南非總理B.J.沃斯特（B.J. Vorster）授權“薩凡納行動”，此舉是為了在安盟士兵無節制接管之後，保護在卡盧埃克建造大壩的工程師。由南非負擔的大壩被認為處於危險之中。南非防衛軍（SADF）派出了一支裝甲特遣部隊，以確保卡盧克（Calueque）的安全，並且由於這次薩凡納行動的升級，沒有正式的政府，因此也沒有明確的權限。南非人派出數千名士兵參加干預行動，並最終與協助安人运的古巴部隊發生衝突。

## 1970年代

### 獨立
在里斯本康乃馨革命和安哥拉獨立戰爭結束之後，衝突各方於1975年1月15日簽署了《阿沃協定》。1975年7月，安人运猛烈地將安解阵趕出了羅安達，安盟自願退出了在南部的據點。到8月，安人运已控制了15個省會城市中的11個，包括卡賓達和羅安達。南非於10月23日進行了干預，從納米比亞向安哥拉南部派遣了1,500至2,000名士兵，以支持安解阵和安盟。扎伊爾為了組建親金沙薩政府並挫敗了安人运的權力動力，向安哥拉部署了裝甲車，傘兵和三個步兵營，以支持安解阵。在三個星期內，南非和安盟部隊佔領了五個省會城市，包括諾沃·雷東多和本格拉。作為對南非干預的回應，古巴派出了18,000名士兵，作為綽號卡洛塔行動的大規模軍事干預的一部分，以支持安人运。在南非干預之前，古巴最初向安人运提供了230名軍事顧問。此外，南斯拉夫向羅安達海岸派遣了兩艘南斯拉夫海軍戰艦，以協助安人运和古巴部隊。事實證明，古巴和南斯拉夫的干預對抵制南非-安盟的前進具有決定性作用。安解阵同樣在基凡岡多戰役中被擊潰，被迫向扎伊爾撤退。安解阵的失敗使安人运鞏固了對首都羅安達的權力。

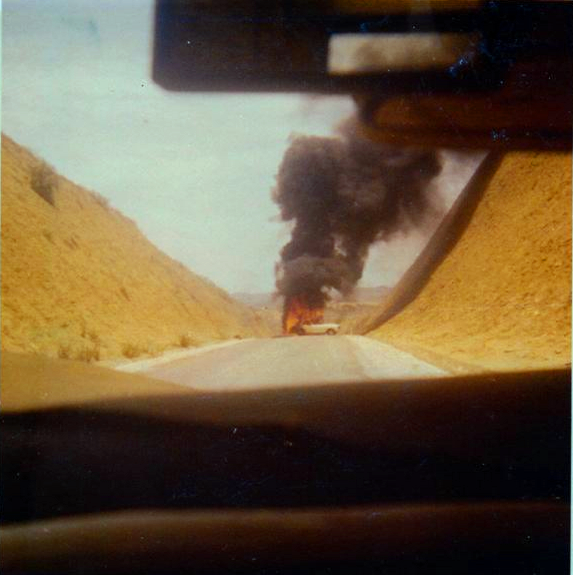
1975年底，在諾沃·雷東多（Novo Redondo）外的戰鬥中被燒毀的燃燒的安人运運兵車

安人运領導人Agostinho Neto於1975年11月11日宣布葡萄牙海外安哥拉省獨立為安哥拉人民共和國。安盟宣布安哥拉獨立為設在萬博的安哥拉社會民主共和國，而安解阵宣布安哥拉民主共和國設在安布里茲。争取卡宾达飞地解放阵线在法國政府的武裝和支持下宣布卡賓達共和國脫離安哥拉獨立。安解阵和安盟於11月23日結成聯盟，宣布成立聯合政权，即总部設在萬博的安哥拉民主人民共和國，由奥尔登·罗贝托和若纳斯·萨文比擔任聯合总统，何塞·內德萊和約翰尼·皮諾克·愛德華多擔任聯合總理。
1975年11月上旬，南非政府警告薩文比和羅伯托，儘管聯軍未能佔領羅安達，因此南非防衛軍（SADF）很快將結束在安哥拉的行動，因此獲得了對其政府的國際認可。迫切希望避免南非撤軍的薩文比（Savimbi）請康斯坦德·維爾約恩將軍（Constand Viljoen）安排他與南非總理約翰·沃斯特（John Vorster）會晤，後者自1974年10月以來一直是薩文比的盟友。11月10日晚，正式宣布獨立後，薩文比偷偷飛往比勒陀利亞，與沃斯特見面。為了扭轉政策，沃斯特不僅同意將其部隊保留在安哥拉至十一月，而且還承諾只有在12月9日非統組織會議之後才撤離防衛軍。蘇聯非常了解南非在安哥拉南部的活動，於獨立前一周將古巴士兵帶到羅安達。在古巴軍官率領特派團並提供大部分部隊的同時，剛果的60名蘇聯軍官於11月12日加入了古巴人的行列。蘇聯領導層明確禁止古巴人干預安哥拉的內戰，將任務集中於遏制南非。
1975年和1976年，除古巴外，大多數外國部隊撤離。葡萄牙軍隊的最後一部分於1975年撤出，南非軍隊於1976年2月撤出。但是，古巴在安哥拉的部隊從1975年12月的5,500人增加到1976年2月的11,000人。瑞典在1970年代中期向全部門禁行動組織和安人运提供了人道主義援助，並在兩個運動之間的政治討論中定期提出安盟問題。

### 克拉克修正案
1975年7月18日，儘管美國國務院和中央情報局的官員強烈反對，美國總統杰拉爾德·福特還是通過IA行動批准了對安盟和安解阵的秘密援助。福特告訴中央情報局局長威廉·科比成立該部門，初期提供了600萬美元。他在7月27日又追加了800萬美元，在8月又追加了2500萬美元。

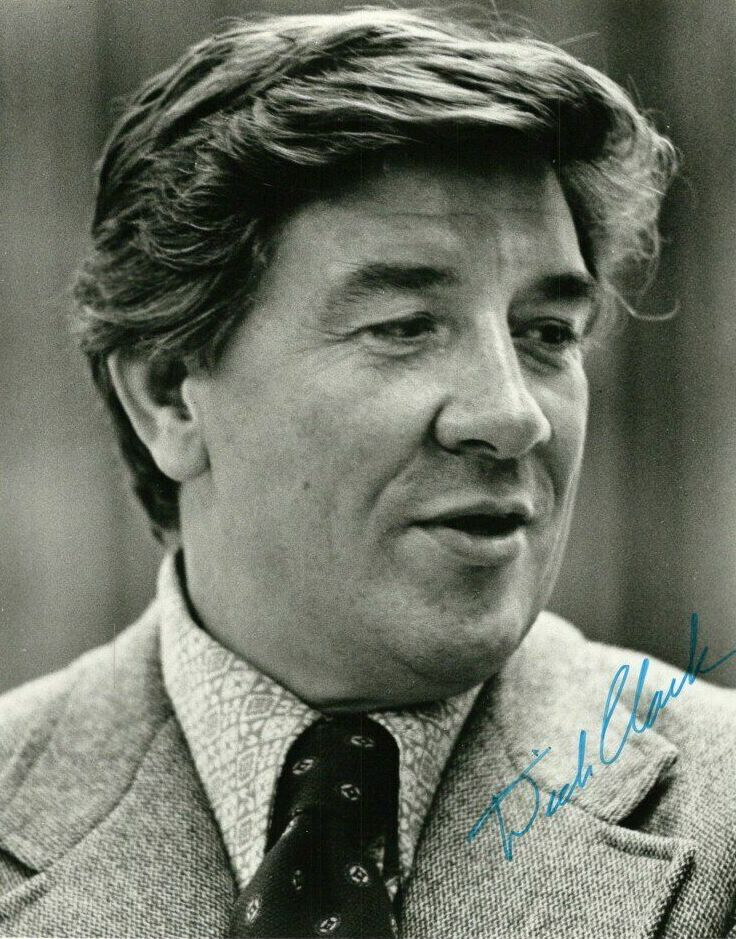
迪克·克拉克參議員

在計劃批准前兩天，助理國務卿納撒尼爾·戴維斯告訴國務卿亨利·基辛格，他認為維持IA Feature的機密性是不可能的。戴維斯正確地預言，蘇聯將通過增加對安哥拉衝突的反應來做出反應，從而給美國帶來更多的暴力和負面宣傳。福特批准該計劃後，戴維斯辭職。中央情報局駐安哥拉站長約翰·斯托克韋爾（John Stockwell）回應了戴維斯的批評，他說成功需要擴大該計劃，但其規模已經超出了公眾視野。戴維斯副主席，前美國駐智利大使愛德華·穆爾卡西（Edward Mulcahy）也反對直接介入。1975年5月13日，穆爾卡西提出了美國對安哥拉政策的三種選擇。穆爾卡西認為，福特政府可以利用外交手段反對對安人运的外國援助，拒絕派別參加派系戰鬥，或者增加對安解阵和安盟的支持。但他警告說，與扎伊爾總統蒙博托·塞西·塞科（Mobutu Sese Seko）合作，對安盟的支持不會很好。
來自愛荷華州的美國民主黨參議員迪克·克拉克（Dick Clark）在一次非洲實況調查中發現了這一行動，但《紐約時報》的記者西摩·赫什（Seymour Hersh）於1975年12月13日向公眾披露了IA 行動。克拉克提議對《武器出口管制法》進行修正，禁止向在安哥拉從事軍事或準軍事行動的私人團體提供援助。參議院於1975年12月19日以54票對22票通過了該法案，眾議院於1976年1月27日以323票至99票通過了該法案。福特於1976年2月9日將該法案簽署成為法律。甚至在克拉克修正案成為法律之後，當時的中央情報局局長老布什也拒絕承認美國對安哥拉的所有援助都已停止。據外交事務分析師簡·亨特（Jane Hunter）稱，在《克拉克修正案》生效後，以色列成為南非的代理武器供應商。以色列和南非建立了長期的軍事同盟，以色列在其中提供武器和訓練，並進行聯合軍事演習。
1976年6月23日，美國政府否決安哥拉加入聯合國。贊比亞禁止安盟於1976年12月28日在其領土上發動襲擊，在安哥拉根據安哥拉解放軍統治後成為聯合國會員國。據威廉·斯克蘭頓大使說，美國“出於對我們非洲朋友表達的情感的尊重”，對安哥拉成為聯合國會員國的問題投了棄權票。

### 沙巴入侵

扎伊爾沙巴省

1977年3月7日，大約1500名剛果民族解放陣線（FNLC）成員從安哥拉東部入侵扎伊爾的沙巴省（現代加丹加省）。FNLC想要推翻蒙博托和安人运政府，蒙博託對安解阵和安盟的支持並沒有試圖阻止入侵。FNLC未能佔領扎伊爾的經濟中心地帶科爾威齊，但佔領了卡薩伊和穆特沙特沙。扎伊爾軍隊（扎伊羅伊斯武裝部隊）被毫無困難地被擊敗，FNLC繼續前進。4月2日，蒙博托呼籲非洲統一組織主席喀麥隆的威廉·埃特基提供援助。八天后，法國政府對蒙博託的呼籲作出了回應，並將1500名摩洛哥士兵空運到金沙薩。這支部隊與扎伊尔軍隊、安解阵和埃及飛行員共同駕駛法國製造的「扎伊尔幻象」戰鬥機，擊敗了FNLC。1977年4月，反入侵部隊將最後一批武裝分子與眾多難民一起推入安哥拉和讚比亞。
蒙博托指責安人运，古巴和蘇聯政府在戰爭中有同謀。內托確實支持FNLC，但安人运政府的支持是對蒙博託對安哥拉安解阵的持續支持做出的回應。卡特政府不相信古巴的參與，對此作出了回應，只提供了微不足道的價值1500萬美元的非軍事援助。戰爭期間美國的怯促使扎伊爾的外交政策轉向與法國加強接觸，法國在干預後成為扎伊爾最大的武器供應國。內托和蒙博託於1977年7月22日簽署邊界協議。
中情局在安哥拉的駐地負責人約翰·斯托克韋爾（John Stockwell）在入侵後辭職，在1977年4月的《華盛頓郵報》文章“為什麼我要離開中情局”中解釋說，他已警告國務卿亨利·基辛格，美國將繼續支持反政府。安哥拉的叛亂分子可能會引發與扎伊爾的戰爭。他還說，蘇聯暗中介入安哥拉是在美國介入之後，並對此做出了回應。
FNLC於1978年5月11日再次入侵沙巴，在兩天內佔領了科爾威齊。卡特政府已接受古巴堅持不參與沙巴一世的主張，因此不支持蒙博托，但美國政府現在指責卡斯特羅同謀。這次，蒙博托（Mobutu）呼籲外國援助時，美國政府與法國和比利時軍方合作，擊退了入侵，這是越戰以來法國與美國之間的首次軍事合作。法國外籍軍團經過7天的戰鬥後奪回了庫爾韋茲，並將2250名歐洲公民空運到比利時，但在FNLC屠殺了80名歐洲人和200名非洲人之前。在一次實例中，FNLC殺死了隱藏在房間裡的34名歐洲平民。FNLC撤退至贊比亞，誓言要返回安哥拉。然後，扎伊爾軍隊強行驅逐沙巴與安哥拉邊界的平民。蒙博托想阻止再次入侵的任何機會，命令他的部隊開槍射擊。
安人运與扎伊爾政府之間的美國調停談判導致1979年達成和平協議，並終止了對彼此各自國家叛亂的支持。扎伊爾暫時中斷了對FLEC，安解阵和安盟的支持，而安哥拉則禁止FNLC進一步開展活動。

### 尼迪塔斯
到1970年代後期，內政部長Nito Alves已成為安人运政府的有力成員。在安哥拉獨立戰爭期間，阿爾維斯成功平息了丹尼爾·奇彭達（Daniel Chipenda）的東部起義和積極起義。到1975年末，安人运內部的派系主義已成為Neto政權的主要挑戰，Neto賦予Alves再次製止異議的任務。阿爾維斯（Alves）關閉了卡布拉爾（Cabral）委員會和亨達（Henda）委員會，同時通過控制國家報紙和國營電視擴大了他在安人运內的影響力。阿爾維斯於1976年10月訪問了蘇聯，並可能獲得了蘇聯對內托發動政變的支持。到他回來的時候，內托開始懷疑阿爾維斯的力量在增長，並試圖消滅他和他的追隨者尼迪塔斯。內托召集了安人运中央委員會全體會議。內托正式任命該黨為馬克思列寧主義者，廢除了內政部（由內維斯擔任負責人），並成立了調查委員會。內托利用委員會針對尼尼采塔斯人，並下令該委員會於1977年3月發布調查結果報告。阿爾維斯和他的政治盟友何塞·凡·杜內姆（JoséVan-Dunem）參謀長開始策劃針對內託的政變。

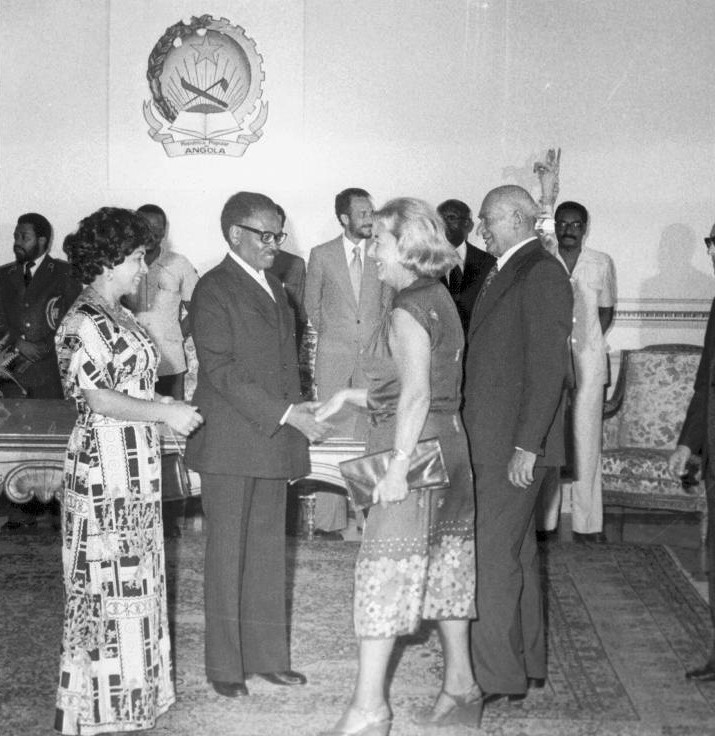
安人运領導人和安哥拉第一任總統内托於1978年在羅安達會見波蘭大使

Alves和Van-Dunem計劃於5月21日逮捕Neto，然後再出席中央委員會會議，並在委員會發布關於尼蒂塔斯活動的報告之前。但是，安人运在計劃的開始前不久改變了會議的地點，使繪圖員的計劃陷入混亂，但是Alves參加了會議，無論如何都要面對委員會。該委員會發布了報告，指責他有派系主義。阿爾維斯進行了反擊，譴責內托沒有使安哥拉與蘇聯結盟。經過十二個小時的辯論，該黨以26票對6票將阿爾維斯和範·杜內姆解職。
為了支持阿爾維斯和政變，安哥拉解放軍第8旅於5月27日闖入聖保羅監獄，殺死了監獄看守，並釋放了150多名尼蒂塔人。然後，第8旅控制了羅安達的廣播電台，並宣布了他們的政變，稱自己為安人运行動委員會。旅要求公民通過在總統府前示威來表達對政變的支持。尼迪塔斯俘虜了忠於內圖的將軍布拉和丹格索，但內圖擔心起義將其行動據點從宮殿遷至國防部。忠於內託的古巴軍隊重新佔領了宮殿並進軍廣播電台。古巴人成功佔領了廣播電台，並在下午1點30分將其收歸第8旅的營房。古巴軍隊佔領了宮殿和廣播電台時，尼迪塔斯綁架了政府和軍方七名領導人，射擊並殺害了六名。
安人运政府從5月到11月逮捕了成千上萬的尼迪塔斯嫌疑人，並在由國防部長伊科·卡雷拉監督的秘密法院對其進行了審判。被判有罪的人包括范-杜纳姆，第8旅團長雅各伯“不朽的怪物” 卡埃塔诺和政治委員爱德华多·埃瓦里斯托，被槍殺並葬在秘密墳墓中。據估計，至少有2,000名尼托·阿爾維斯的追隨者（或所謂的追隨者）在此後被古巴和安人运部隊殺害，有些人估計死者高達70,000。政變企圖對安哥拉的外交關係產生了持久影響。阿爾維斯反對內託的不結盟，進化社會主義和多種族主義的外交政策，主張與蘇聯建立更牢固的關係，阿爾維斯想在安哥拉建立軍事基地。在古巴士兵積極幫助內托發動政變的同時，阿爾維斯和內托都認為蘇聯反對內托。古巴武裝部隊部長勞爾·卡斯特羅（RaúlCastro）增派了4000名部隊，以防止安人运內的進一步分歧，並於8月與內托會面，以示聲援。相反，內託對蘇聯領導層的不信任增加了，與蘇聯的關係惡化了。十二月，安人运舉行了第一屆黨代會，並更名為安人运-工人黨（MPLA-PT）。尼提斯塔政變未遂給安人运的成員造成了損失。1975年，安人运的會員人數達到200,000，但在第一屆黨代會之後，這一數字下降到30,000。

### 更換內托
蘇聯試圖增加影響力，希望在安哥拉建立永久性軍事基地，但是儘管遊說不斷，特別是在蘇聯臨時代辦GA Zverev的遊說下，內托還是站穩了腳跟，拒絕允許建立永久性軍事基地基地。由於阿爾維斯（Alves）不再有可能，蘇聯支持總理洛波·納西門托（Lopo do Nascimento）反對內托（Neto）擔任安人运的領導。內托迅速採取行動，要求該黨中央委員會解僱納西門托，擔任總理，政治局局長，國家電視台主任和安哥拉日納爾局長。該月晚些時候，總理和副總理的職位被取消。
內托（Neto）使安人运政治局的族裔組成多樣化，因為他用新的鮮血代替了強硬的老兵，包括何塞·愛德華多·多斯·桑托斯。當他於1979年9月10日去世時，該黨中央委員會一致投票選舉多斯·桑托斯為總書記。

## 1980年代
在多斯桑托斯的領導下，安哥拉部隊於10月31日首次越境進入納米比亞，進入卡萬戈。第二天，多斯桑托斯（Dos Santos）與贊比亞和扎伊爾簽署了一項互不侵犯條約。 1980年代，戰鬥從安哥拉東南部向外蔓延，其中大部分戰鬥發生在1970年代，當時非國大（ANC）和西南非人民組織開展了更多活動。南非政府的回應是，從1981年至1987年介入了戰爭，將部隊遣返安哥拉，促使蘇聯從1981年至1986年提供了大量的軍事援助。蘇聯向安人运提供了超過20億美元的援助。於1984年提供援助。1981年，新當選的美國總統羅納德·裡根（Ronald Reagan）美國負責非洲事務的助理國務卿切斯特·克羅克（Chester Crocker）制定了一項聯繫政策，將納米比亞的獨立與古巴在安哥拉的撤軍與和平聯繫起來。

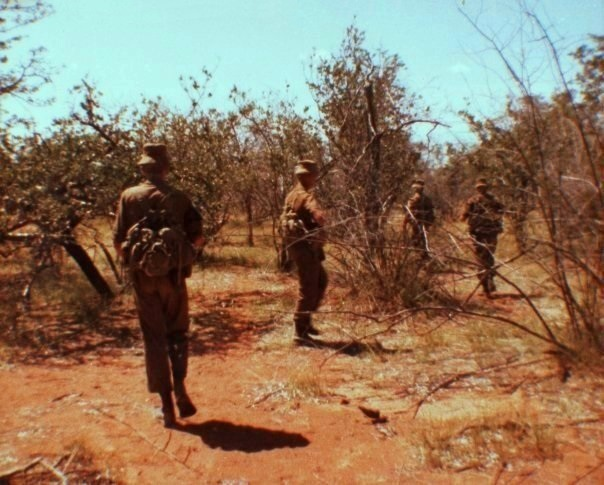
邊境附近加油站的南非軍人，攝於1980年代

南非軍方於1980年5月12日在庫內內省襲擊了叛亂分子。安哥拉國防部指責南非政府傷害和殺害平民。 9天后，南非軍隊再次襲擊，這次是在Cuando-Cubango，安人运威脅要採取軍事行動。 南非軍隊於6月7日通過Cunene和Cuando-Cubango全面入侵了安哥拉，並於6月13日摧毀了西南非人民組織的作戰指揮總部，總理彼得·威廉·博塔將其稱為“電擊”。 安人运政府於6月24日逮捕了計劃在羅安達引爆炸藥的120名安哥拉人，挫敗了南非政府據稱策劃的陰謀。三天后，聯合國安理會應安哥拉駐聯合國大使埃·德·菲蓋里多（E. de Figuerido）的要求召集會議，並譴責南非對安哥拉的入侵。扎伊爾總統蒙博託也支持安人运。 安人运政府記錄了529起案件，他們聲稱南非軍隊在1980年1月至6月之間侵犯了安哥拉的領土主權。
古巴將其在安哥拉的部隊從1982年的35,000人增加到1985年的40,000人。南非部隊試圖於1983年12月在Askari行動中佔領韋拉省省會盧班戈。此外，為了提高安人运的作戰能力，羅馬尼亞派出了150名飛行教官和其他航空人員，為建立安哥拉軍事航空學校做出了貢獻。
1985年6月2日，美國保守主義激進主義者在安盟位於詹巴的總部舉行了象徵性的反共產主義武裝分子國際會議。參加者主要由Rite Aid創始人Lewis Lehrman資助，並由反共主義活動家Jack Abramoff和Jack Wheeler組織，參加者包括Savimbi，Adolfo Calero，尼加拉瓜反對派領導人，Pa Kao Her，苗族老撾叛軍領導人，美國南奧利弗·奧利弗中校。阿富汗聖戰者，阿卜杜勒拉希姆·沃達克，阿富汗聖戰者領袖，傑克·惠勒，美國保守派政策倡導者等等。裡根政府雖然不願公開支持會議，但私下表示贊同。以色列和南非政府支持這個想法，但兩個國家都被認為不宜主辦該會議。

參與者發表了一份公報，指出：
在詹巴集會的為民族獨立和人權而戰的自由人民，我們宣布我們對世界上所有自由運動的聲援，並表示我們致力於合作以從蘇維埃帝國主義者手中解放我們的國家。
1985年7月11日，美國眾議院以236票對185票贊成，廢除了《克拉克修正案》。人民解放軍政府於當月晚些時候以9月18日占領卡贊博的第二次軍事行動，從本埃拉鐵路沿Luena朝卡贊博襲擊安盟。 安人运政府試圖從Menongue手中奪取安盟在Mavinga的補給站沒有成功。 攻擊失敗後，出現了對攻擊的完全不同的解釋。 安盟聲稱說葡萄牙語的蘇聯軍官率領FAPLA部隊，而政府稱安盟依靠南非傘兵打敗安人运襲擊。 南非政府承認在該地區作戰，但表示其部隊與西南非人民組織激進分子作戰。

### 戰爭愈演愈烈
到1986年，安哥拉開始在冷戰中扮演更重要的角色，蘇聯，古巴和其他東方集團國家加強了對安人运政府的支持，而美國保守派開始提高對薩文比安盟的支持。 薩文比與有影響力的美國保守派建立了密切的關係，後者認為薩文比是美國反對和推翻蘇聯支持的，不民主的世界各國政府的重要盟友。 衝突迅速升級，華盛頓和莫斯科都將其視為冷戰中的關鍵戰略衝突。

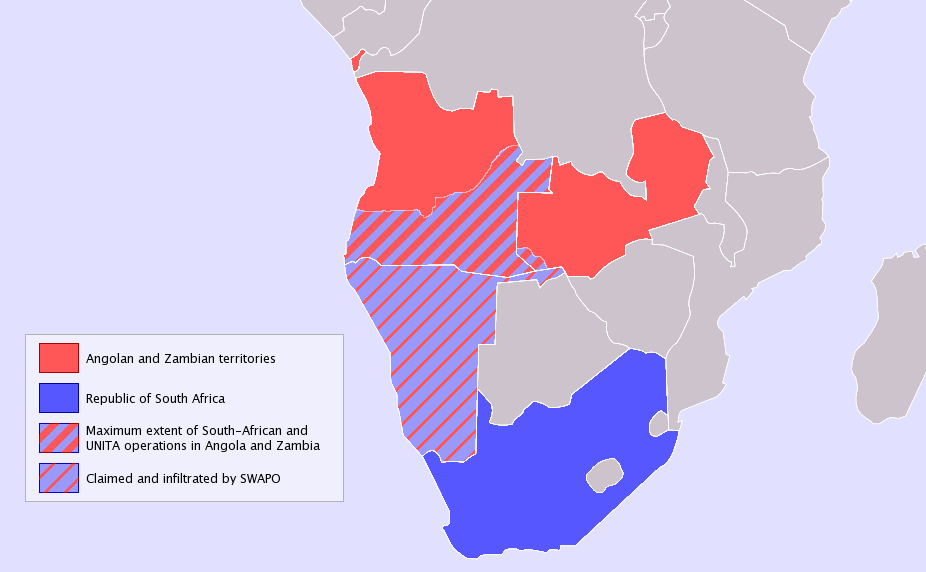
南非和安盟在安哥拉和讚比亞的最大行動範圍

蘇聯向安人运政府提供了10億美元的額外援助，古巴於1986年向安哥拉35,000人的部隊增派了2,000人，以保護雪佛龍石油平台。薩文比在1月31日接受《外交政策》雜誌採訪時，將雪佛龍在已經受到古巴軍隊保護的安哥拉的存在稱為安盟的“目標”。
在華盛頓，薩文比與有影響力的保守派建立了密切的關係，其中包括邁克爾·約翰斯（遺產基金會的外交政策分析師和薩文比的主要倡導者），格羅弗·諾奎斯特（格魯弗·諾奎斯特（美國稅務改革主席和薩文比的經濟顧問）等）在提升美國對薩文比的安盟的秘密援助方面發揮了重要作用，並在薩凡比的安哥拉詹巴總部與薩文比一起訪問，為安哥拉叛軍領導人提供了與安人运政府作戰的軍事，政治和其他指導。在美國的加強支持下，無論是從衝突的激烈程度，還是在被認為是整個冷戰中的關鍵衝突方面，戰爭都迅速升級。
裡根政府及其保守派盟友除了擴大對安盟的軍事支持外，還努力擴大對薩文比的認識，認為它是重要的冷戰鬥爭中美國的關鍵盟友。 1986年1月，裡根邀請薩文比在白宮開會。會後，裡根談到安盟贏得了“使世界鼓舞”的勝利。兩個月後，裡根宣布交付“毒刺”地對空導彈，作為安盟從美國政府獲得的2500萬美元援助的一部分。安盟駐美國代表耶利米斯·希蒙達（Jeremias Chitunda）於1986年8月在第六屆黨代會上成為安盟副主席。菲德爾·卡斯特羅（Fidel Castro）提出了克羅克的提議-從安哥拉和納米比亞撤軍-是古巴於9月10日撤出安哥拉的前提。
安盟部隊於1986年2月8日襲擊了北寬安省的Camabatela。安哥拉武裝部隊指控安盟於當月2月26日在威熱省丹巴屠殺了平民。南非政府於3月8日原則上同意了克羅克的條款。薩文比（Savimbi）於3月26日提議停戰本格拉鐵路（Benguela），稱只要國際檢查組對火車進行監視以防止其用於平叛活動，安人运火車就可以通過。政府沒有回應。 1987年4月，菲德爾·卡斯特羅（Fidel Castro）將古巴的第五十旅派往安哥拉南部，使古巴軍隊的人數從12,000人增加到15,000人。 安人运和美國政府於1987年6月開始談判。

### Cuito Cuanavale和《紐約協定》
1988年1月13日至3月23日，安盟和南非軍隊襲擊了安人运在Cuando Cubango省Cuito Cuanavale的基地，這是非洲歷史上第二大戰鬥，僅次於阿拉曼戰役。Cuito Cuanavale的重要性不在於其規模或財富，而在於其地理位置。 南非防衛軍使用新的G5火炮對這座城市進行了監視。 雙方宣稱在隨後的庫伊托·庫納瓦雷戰役中都取得了勝利。

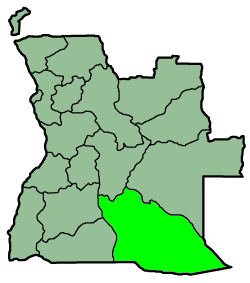
安哥拉各省的地圖，其中突出顯示了Cuando Cubango省。

在Cuito Cuanavale戰役的優柔寡斷的結果之後，菲德爾·卡斯特羅（Fidel Castro）聲稱繼續為南非作戰而增加的成本已使古巴處於戰爭中最激進的戰鬥位置，稱古巴正準備與對手一起離開安哥拉。古巴認為，維持南非在安哥拉的存在給南非造成了政治，經濟和技術損失。相反，南非人認為，他們通過準備最終通過核試驗迫使古巴同意協議，表明了他們對超級大國的決心。
據稱，古巴部隊在內戰期間對安盟部隊使用了神經毒氣。比利時刑事毒理學家Aubin Heyndrickx博士研究了據稱的證據，包括在Cuito Cuanavale戰役後發現的戰爭氣“識別工具包”的樣本，他說：“毫無疑問，古巴人正在使用神經毒氣對喬納斯·薩文比的部隊。
古巴政府於1988年1月28日加入談判，所有三個政黨於3月9日舉行了一輪談判。南非政府於5月3日加入談判，雙方於6月和8月在紐約和日內瓦舉行了會議。各方同意於8月8日停火。安哥拉、古巴和南非政府的代表簽署了《紐約協定》，給予納米比亞獨立，並結束了外國部隊直接參與內戰。聯合國安全理事會當天晚些時候通過了第626號決議，成立了聯合國維持和平部隊安哥拉核查團（聯安核查團）。聯安核查團部隊於1989年1月開始抵達安哥拉。

### 停火
隨著安哥拉內戰開始承擔外交責任，除了軍事力量外，薩文比的兩個主要盟友，保守黨預備隊的霍華德·菲利普斯和傳統基金會的邁克爾·約翰斯也訪問了安哥拉的薩文比，他們試圖說服薩文比來於1989年春季前往美國，以幫助保守黨核心小組，傳統基金會和其他保守派為美國繼續向安盟提供援助的理由。
蒙博托總統於1989年6月邀請18位非洲領導人薩文比和多斯桑托斯到他在Gbadolite的宮殿進行談判。薩文比和多斯桑托斯舉行了第一次會議，並於6月22日達成了《停火的Gbadolite宣言》，為未來的和平協議鋪平了道路。贊比亞總統肯尼思·坎達（Kenneth Kaunda）宣布薩文比已同意離開安哥拉並流亡後幾天，聲稱蒙博托，薩文比和美國政府對此提出了爭議。多斯桑托斯（Dos Santos）同意卡翁達（Kaunda）對談判的解釋，稱薩文比已同意暫時離開該國。
8月23日，多斯桑托斯（Dos Santos）抱怨說，美國和南非政府繼續為安盟提供資金，警告這種活動危及了本已脆弱的停火。第二天，薩文比宣布安盟將不再遵守停火，理由是坎達堅持薩文比離開該國，安盟解散。 安人运政府對薩文比的聲明作出回應，將部隊從安人运控制下的Cuito Cuanavale轉移到安盟佔領的Mavinga。停火破裂，多斯桑托斯（Dos Santos）和美國政府為恢復武裝衝突而互相指責。

## 1990年代
國外的政治變化和國內的軍事勝利使政府從名義上的共產主義國家過渡到名義上的民主國家。納米比亞的獨立，於4月1日獲得國際承認，消除了南非防衛軍在納米比亞帶來的安人运的威脅。 安人运在6月廢除了一黨制，在12月的安人运第三屆代表大會上拒絕了馬克思列寧主義，正式將黨的名稱從安人运-工人党改為安人运。國民議會於1991年5月通過了第12/91號法律，恰逢古巴最後一支部隊撤出，將安哥拉定義為具有多黨制的“基於法治的民主國家”。觀察者對此表示懷疑。美國記者卡爾·邁耶（Karl Maier）寫道：“在新安哥拉，意識形態已被底線所取代，因為安全和武器銷售專業知識已成為一項非常有利可圖的業務。安哥拉擁有豐富的石油和鑽石資源，被硬通貨的香氣所吸引。據報導，薩文比還清除了安盟內部的一些人，他可能把這些人視為對他領導的威脅或對他戰略方針的質疑。 在1991年清洗中被殺的人中有Tito Chingunji及其家人。Savimbi否認他參與了Chingunji的殺戮，並將其歸咎於安盟持不同政見者。

## 相關作品
- 決勝時刻：黑色行動2